# Clayton (Missouri)
Clayton ist eine Stadt und gleichzeitig County Seat in St. Louis County, im US-Bundesstaat Missouri. Zudem ist sie eine Vorstadt von St. Louis. Das U.S. Census Bureau hat bei der Volkszählung 2020 eine Einwohnerzahl von 17.355 ermittelt.

## Demografie und Daten
Nach dem Zensus des Jahres 2000 leben 12.825 Personen, verteilt auf 6,4 km², in Clayton. Das ergibt eine Bevölkerungsdichte von 2000 Einwohner/km². Die Gründung der Stadt durch ihren Namensgeber Ralph Clayton kann ins Jahr 1877 rückdatiert werden.
84,9 % der Bewohner sind Weiße, 7,7 % Afroamerikaner und den dritten Platz nehmen Asiaten mit 5,6 % ein. 30,8 % von ihnen sind 24 Jahre alt oder jünger, lediglich 14,3 % sind 65 Jahre alt oder älter; der Altersdurchschnitt beträgt 37 Jahre.
Das Jahresdurchschnittseinkommen eines Haushalts beträgt 64.184 US-Dollar; 7,7 % der Einwohner von Clayton leben unter der Armutsgrenze.

## Söhne und Töchter der Stadt
- James Franciscus (1934–1991), Filmschauspieler
- Bob Gamm, Begründer von KangaRoos
- Samuel Pearson Goddard junior (1919–2006), Gouverneur von Arizona
- Harvey Jablonsky (1909–1989), Generalmajor der United States Army
- Marlin Perkins (1905–1986), Zoologe und Zoodirektor
- Ernest Trova (1927–2009), Maler und Bildhauer